# Fervor de Buenos Aires
Fervor de Buenos Aires es el primer libro de poesía del escritor argentino Jorge Luis Borges, publicado en 1923 por la Imprenta Serantes. Según el crítico Juan Arana, «es entre las obras de Borges una de las que registra mayor presencia de los problemas filosóficos perennes». «La tapa llevaba una ilustración de Norah Borges. Se trata de una edición del autor, con una tirada estimada en 300 ejemplares. Las páginas no llevaban numeración».
Dice Stelio Cro que «Fervor de Buenos Aires, como sugiere el título, es la interpretación afectuosa de la capital argentina. [. . .] El tono melancólico de los poemas contrasta con el título; el ‘fervor’ no es lo que se esperaría de un poemario dedicado a una metrópolis gigantesca, sino un fervor interno». Otros críticos y biógrafos, sin embargo, nos recuerdan que «también existen testimonios que demuestran lo contrario, como por ejemplo, una carta, fechada el 22 de junio de 1921, a su amigo el poeta mallorquín Jacobo Sureda donde le manifiesta su desencanto al regresar a América —donde todo le parece ‘flojo y marchito’— y su deseo de volver cuanto antes al viejo continente».
Junto con Luna de enfrente y Cuadernos de San Martín, forma una trilogía poética. «En los tres libros se concreta una misma atmósfera que los unirá férreamente». James McKegney nos dice que:

Hay una marcada unidad del sentimiento y de la forma poética en estos tres volúmenes de poesía de Jorge Luis Borges. [...] Dicha unidad se establece mediante la trazada geografía poética de Buenos Aires, en el que las calles, plazas y casas de la ciudad se refunden para dibujar una tenue silueta sugerente del Buenos Aires a finales del siglo XIX.

 Existe en ellos una unidad temática general; una expresión sencilla con los rasgos definidos de precisión, elegancia y armonía. En los tres poemarios se parte de lo trivial y cotidiano al planteamiento de preocupaciones metafísicas o esencialmente humanas.
Filosóficamente esta obra marca el comienzo del camino de Borges, el momento en que sin renunciar a Schopenhauer, a Kant, a Berkeley y a Hume dejó de ser su epígono. Transformó los problemas que abstractamente llenaban libros y cátedras en materia viva para su propia búsqueda literaria y poética. Este poemario según el mismo Borges concentra la totalidad de su obra: «...pienso que nunca me he alejado mucho de ese libro; siento que todos mis otros trabajos sólo han sido desarrollo de los temas que en él toqué por primera vez; siento que toda mi vida ha transcurrido volviendo a escribir ese único libro».

## Antecedentes
La mayoría de los poemas incluidos en Fervor de Buenos Aires fueron escritos entre 1921 y 1922. De los publicados en España entre 1919-1922 en las revistas ultraístas Grecia, Ultra, Tableros, Gran Guignol, Cosmópolis y el periódico Baleares, Borges rescata dos que incluye en Fervor de Buenos Aires: «Sala vacía», publicado en Ultra, núm. 24, en 1922, que modifica parcialmente en la edición de Fervor de Buenos Aires de 1923 y sucesivamente introduce cambios hasta la versión definitiva de Obra Poética de 1969. Y «Aldea», primero publicado en 1921, y luego también publicado en Ultra, núm. 21 (1922), que cambia de nombre para convertirse en la primera parte de «Campos atardecidos».
Sobre los antecedentes de Fervor de Buenos Aires, Antonio Cajero Vázquez destaca que en «Crítica del paisaje» publicado en la revista Cosmópolis (Madrid, núm. 34, octubre de 1921), 

Borges desecha la poetización de la ciudad moderna (en oposición a sus contemporáneos Maples Arce y Oliverio Girondo) y propone el rescate de lo marginal: ‘Lo marginal es lo más bello’, escribe, y entre los temas que merecen su atención están ‘cualquier casita de arrabal, seria, pueril y sosegada’, el café donde se encuentra, el paisaje urbano incontaminado por los verbalismos.

El Borges que escribió estos poemas fue el Borges que vuelve a Buenos Aires en 1921 y que «ha conocido las vanguardias europeas, se ha interesado en especial por el Ultraísmo y el Expresionismo, y se adhiere al imperativo de la novedad». Sin embargo, en Fervor de Buenos Aires «las huellas del Ultraísmo empiezan a debilitarse». En palabras de James McKegney, «Su poesía fue depurada de su excesivo uso de las imágenes, y adoptó el estilo sencillo que aparecería en su primer volumen, Fervor de Buenos Aires». Borges excluye, salvo una, todas las composiciones de estilo ultraísta, acogiendo únicamente otras más recientes, de signo opuesto o distinto. Al «entusiasmo» de tipo whitmaniano, ante la pluralidad del universo, sustituye el «fervor» por el espacio acotado de una ciudad; más exactamente, de unos barrios y un momento retrospectivo. En este poemario se observa la relación de la gran aventura espiritual que vivió el sujeto lírico, la relación gozosa entre el paisaje y el alma del locutor, la retórica expresa de manera objetiva la visión de lo existente y sensible, por metáforas esencialmente visuales y por hipálages y la concreción del poema-poemario como prisma y metáfora del arte de escribir.

## Estructura

### Prólogos
Antonio Cajero anota el hecho de que «no es común que un libro de poesía inicie con un prólogo, y menos autógrafo». Pero desde su primera aparición, este primer poemario de Borges contaba con un texto titulado «A quien leyere». En la edición de 1923 esto consta de ocho párrafos, de los cuales solo permanece el párrafo octavo en todas las ediciones a partir de la de Poemas (1922-1943) de 1943. Además hay prólogos del 29 de agosto de 1964, del 18 de agosto de 1969 y de 1974, todos en Buenos Aires. Borges reafirma en el prólogo escrito en 1969 su devoción nunca desmentida por Schopenhauer, y en muchas ocasiones posteriores autocaricaturiza la actitud de esos años, definiéndola como buscadora de atardeceres, arrabales y desventuras.

### Contenido

#### 1923
La primera edición «constaba de cuarenta y seis poemas, precedidos de una "prefación" en que se propugnaban» las convicciones poéticas del joven Borges «a la par que consideraciones sobre la "esencia" y la "hechura" de sus versos».
El contenido de la primera edición era: «A quien leyere» (preface), «Las calles», «La Recoleta», «Calle desconocida», «El Jardín Botánico», «Música patria», «La Plaza San Martín», El truco, Final del año, Ciudad, Hallazgo, Un patio, Barrio reconquistado, Vanilocuencia, Villa Urquiza, Sala vacía, Inscripción sepulcral (Para el coronel Don Isidoro Suárez, mi bisabuelo), Rosas, Arrabal, Remordimiento por cualquier defunción, Jardín, Inscripción en cualquier sepulcro, Dictamen, La vuelta, La guitarra, Resplandor, Amanecer, El Sur, Carnicería, Alquimia, Benarés, Alba desdibujada, Judería, Ausencia, Llaneza, Llamarada, Caminata, La noche de San Juan, Sábados, Cercanías, Caña de ámbar, Inscripción sepulcral (Para el coronel don Francisco Borges, mi abuelo), Trofeo, Forjadura, Atardeceres, Despedida.

#### 1943
El contenido de la edición de 1943 (como parte de Poemas: 1922-1943 [Buenos Aires: Losada, 1943. 181 pp.]) era: A quien leyere, Las calles, La Recoleta, Calle desconocida, El Jardín Botánico, La Plaza San Martín, El truco, Final del año, Un patio, Barrio reconquistado, Vanilocuencia, Villa Urquiza, Sala vacía, Inscripción sepulcral [Dilató su valor...], Rosas, Arrabal, Remordimiento por cualquier defunción, Jardín, Inscripción en cualquier sepulcro, La vuelta, La guitarra, Último resplandor, Amanecer, El sur, Carnicería, Alquimia, Benarés, Judengasse, Ausencia, Llaneza, Caminata, La noche de San Juan, Sábados, Trofeo, Forjadura, Atardeceres, Campos atardecidos, Despedida.
Así que había sacado los siguientes poemas: «Música patria», «Ciudad», «Hallazgo», «Dictamen», «Alba desdibujada», «Llamarada», «Cercanías», «Caña de ámbar», y «Inscripción sepulcral (Para el coronel don Francisco Borges, mi abuelo)». Además se cambiaron los títulos de «Inscripción sepulcral (Para el coronel Don Isidoro Suárez, mi bisabuelo)» (a «Inscripción sepulcral [Dilató su valor...]»), «Resplandor» (a «Último resplandor»), y «Judería» (a «Judengasse»). Y se había añadido el poema «Campos atardecidos».

#### 1969
El libro fue reescrito de forma radical en 1969 y republicado... con un prefacio que negaba el hecho de que hubiera sido reescrito. Pero por ejemplo, la versión de 1969 incluye el poema «Líneas que pude haber escrito y perdido hacia 1922» que solo había aparecido por primera vez en La Nación el 14 de agosto de 1966.
Ahora el libro consta de treinta y tres poemas: «Afterglow», «Amanecer», «Arrabal», «Atardeceres», «Ausencia», Barrio recuperado, Benarés, Calle desconocida, Caminata, Campos atardecidos, Carnicería, Cercanías, Despedida, El Sur, El truco, Final de año, Inscripción en cualquier sepulcro, Inscripción sepulcral, Jardín, La noche de San Juan, La plaza San Martín, La Recoleta, La rosa, La vuelta, Las calles, Líneas que pude haber escrito y perdido hacia 1922, Llaneza, Remordimiento por cualquier muerte, Rosas, Sábados, Sala vacía, Trofeo y Un patio.

### Temas y estilo
La temática de los poemas está relacionada con Buenos Aires, con sus personajes, sus calles y sus características. 
Los poemas son en verso libre y están en primera persona del singular y a veces del plural, que demuestran una gran unidad desde los puntos de vista de la voz, tono, léxico y de la temática. Así se dejan fácilmente atribuir a un mismo sujeto lírico, quien se manifiesta como un paseante fervoroso de Buenos Aires, cuyos espacios, emblemáticos o desconocidos, públicos o privados, evocan sucesivamente a la par sucesos o circunstancias personales y familiares.

## Inspiración

### Buenos Aires
Más allá de los años que pasó viviendo en Europa durante su juventud, Borges sentía a Buenos Aires como su patria verdadera. Destaca la influencia que desde su llegada a Buenos Aires iba a ejercer sobre su obra el escritor y filósofo idealista Macedonio Fernández. La académica María Luisa Bastos considera que «la novedad en la versión borgena de la ciudad no se debe a la originalidad de la anécdota ni del enfoque, sino al tono lírico y elegíaco, gracias al cual las calles apartadas, los arrabales, la luz de los patios pierden el tinte folklórico y la contemporaneidad para transformarse en puntos de referencia, espejos de las imágenes anteriores» Borges decidió plasmar su forma de ver la ciudad, el sentimiento, sus personajes más representativos y sobre todo la emoción que le produjo el descubrimiento y la contemplación de los barrios bonaerenses. En palabras de Carlos Alberto Zito: «En su alma golpean fuerte las barriadas modestas, sus calles íntimas y familiares como patios. A diferencia de otros poetas, que miraron la ciudad con orgullo y con admiración, Borges contempla sus barrios con una ternura desconocida».
Luis Martínez Cuitiño considera que la 

ciudad que constituye el objeto textual de la obra, va ser un Buenos Aires anacrónico, un Buenos Aires sólo de suburbios y deshabitado, recorrido por un sujeto que se pluraliza en distintos egos, unos autobiográficos y otros no, que a veces se entrecruzan y contaminan. Así, un yo flaneur que prefiere para su deambular la hora del atardecer, un yo filosófico que reflexiona sobre los problemas de la metafísica, un yo histórico y mitificante que remonta el pasado y puebla el ámbito vacío con héroes y tiranos, el yo de un poeta que medita sobre su tarea.

En el poema de Vanilocuencia se presenta a la ciudad como algo que excede las posibilidades de la lengua, como abstracción poética. Y dicha imposibilidad de acomodar la percepción a la palabra refleja la preocupación del autor ante los desplazamientos entre el habla y el pensamiento o el sentir. En «Amanecer» se cuestiona si Buenos Aires es solo un sueño en la mente del poeta o algo más. Con visible preocupación habla la voz poética de ese sueño de las almas; principalmente de las que al amanecer hacen posible la realidad de la ciudad.

### Luminosidad y ocaso
El crítico Carlos Alberto Zito argumenta que en Fervor de Buenos Aires la luminosidad es «elemento fundamental de la pintura que Borges hace de su ciudad […]. Fuertemente visuales, estas composiciones, más que describir la ciudad, la iluminan, y son muchas veces sólo la emoción de la luz en las calles porteñas», como en el poema «Calle desconocida». Sigue Zito: «Una y otra vez, como previendo su ceguera, Borges aborda el tema del ocaso, de la luz que se extingue, de la penumbra inminente». Se nota dicho elemento sobre todo en «Afterglow», «Ausencia», «Atardeceres», «Campos atardecidos», «Líneas que pude ver escrito y perdido hacia 1922», y «Las calles». 

### El arrabal
Fervor de Buenos Aires se inscribe en una época en la que la ciudad de Buenos Aires no ha sido poetizada como Borges habría deseado, desde el punto intermedio en el que convergen la urbe y el campo: el arrabal. Sobre el espacio del arrabal Robin Lefere considera que la determinación y la definición del arrabal borgeano no son nada simples. Primero encontramos un desdoblamiento del espacio del arrabal: el «arrabal» propiamente dicho, es decir espacios periféricos, pero urbanos aún y las «afueras», espacios extraurbanos que funcionan como ecos nostálgicos de la pampa argentina. El rasgo esencial que comparten es la oposición al espacio céntrico de la gran urbe bonaerense. Así el arrabal es un espacio estético y simbólico, casi exclusivamente visitado por un flaneur quien experimenta evocaciones espirituales.
Dentro del tema del arrabal, Borges presta especial atención a las calles que se transforman en substanciales materiales poéticos. Las calles del arrabal, no eran precisamente lo más representativo para el sentir común bonaerense, sin embargo, Borges intenta ante todo buscar un hueco en el campo literario, para legitimar una poesía que sin romper del todo con la tradición diera cuenta de su diferencia. Por ello Borges ‘inventa’ poéticamente la ciudad y crea un espacio imaginario, vacío de personajes, elusivo de las crecientes transformaciones sociales. Así mismo, más que describir parece como si quisiera desdibujar las calles de Buenos Aires. En «Las Calles» lo concreto del título desmiente la imprecisión de los adjetivos: calles «desganadas», «invisibles», «enternecidas de penumbra y ocaso», calles sin árboles y sin habitantes. En este poema Borges instaura una realidad poética que se impone a la realidad objetiva, y que coincide con los parámetros de la lírica moderna en el rechazo del confesionalismo y el extrañamiento de la realidad sensible.

### Elementos filosóficos
En «Afterglow» Borges adopta una pose filosófica desengañada, se decide a arrancar las máscaras de los habitantes de este mundo, aunque tras la máscara solo esté la nada. El poema «El truco» plantea que la mejor solución de la vida es dejarse llevar por la baraja, que desplaza la vida y que hace olvidar el destino. Sobre El truco Edelweis Serra considera que 

es una intuición metafísica a propósito del tiempo: un tiempo que de destruir por la homologación de las acciones cotidianas, reiteradas del hombre, pues, al vivir en el pasado, anula la fluencia sucesiva del tiempo y crea una suerte de eternidad […] símbolo de ese universo del hombre impermeable al tiempo, fijado y eternizado para siempre.

 En «La Recoleta» se saluda a la muerte digna y respetable igualadora de almas. Sobre «La recoleta» Cintio Vitier piensa que «la muerte se nos expone al principio como un resignado convencimiento y una «deseable dignidad». Nos escuchamos con gesto benévolamente y cierto dulce escalofrío junto a su sombra amable. Se trata aquí de la belleza, de la tradicional elegancia de la muerte». Así mismo Vitier continúa exponiendo que 

[o]tros poemas […] aclaran el concepto de la inmortalidad como omnipresencia de la vida. En el titulado «Remordimiento por cualquier defunción», se identifica el muerto con la muerte, despojándolo así, aparentemente, de toda posible inmortalidad personal […] El cuerpo presente del muerto se considera aquí como un tesoro de percepciones, sentimientos, pensamientos, experiencias, que por el solo hecho de sobrevivirle, de estar vivos, le hemos usurpado nosotros.

 Continuando con «Remordimiento por cualquier defunción» 

la muerte de otro provoca […] un sentido de culpabilidad, no tanto por la muerte misma, sino por seguir viviendo a expensas de la muerte de ese otro. Y si bien este continuar viviendo es signo de perduración a su vez la inmortalidad de la tierra se transforma en un remordimiento.

En el poema «Inscripción en cualquier sepulcro» hay una reflexión metafísica frente a una lápida, imagen de la muerte y de la caducidad humana, un canto a la inmortalidad más que una elegía. Es decir, hay algo esencial que sigue su curso después de la muerte y sobrevive a la finitud: la vida que continúan viviendo los otros en el tiempo posterior, como garantía de perduración, de inmortalidad que el alma reclama como una supervivencia realizada por quienes sin interrupción van sobreviviendo a los que mueren. En el poema «Inscripción sepulcral» el tema de la muerte se presenta como un culto a los antepasados que estará presente en toda su obra.
«Final de año» establece que desfondar la realidad del universo no basta: incluso reducido a una experiencia, hay que preguntarse porqué no acaba de sedimentarse en algo sólido como ser, o dispersarse en algo volátil como el tiempo. En el poema «Amanecer», Borges cita claramente a Berkeley y a Schopenhauer y vuelve a señalar la metafísica idealista en que apoya su poética filosófica.

### El amor
«Borges no fue un gran poeta amoroso, e incluso en su prosa el tema se rehúye con una sistemática premeditación [sin embargo] encontramos rasgos de amor adolescente que quedará marcado en el poema 'Despedida.'» De igual forma el poema «Sábados» se inspira en sus constantes visitas a la quinta de las hermanas Lange donde el joven Borges conoció a Concepción Guerrero de la cual se enamoró. Concepción tenía dieciséis años, por lo que la única posibilidad de encuentro entre ambos era en las reuniones que se llevaban a cabo en casa de los Lange todos los sábados.

### Dedicatorias
El libro incluye poesías dedicadas a Juan Manuel de Rosas, gobernador de Buenos Aires durante dos períodos en el siglo XIX, al Cementerio de la Recoleta, a los arrabales y a los cuchilleros, entre otros elementos.

## Recepción
En 1923, después de haber publicado su primer libro de poemas Fervor de Buenos Aires, la poesía de Borges es considerada por Roberto A. Ortelli en la siguiente manera: 

Hay una imagen pura, que sin recurrir a los adjetivos pomposos ni a los desarrollos inútiles, nos conmueven profundamente, logrando el autor su propósito […] De una honestidad literaria a toda prueba, Borges es, ante todo, sincero consigo mismo. Perfecto conocedor de artimañas literarias más o menos hábiles él sabe muy bien de la facilidad de urdir poemas para asombrar al lector desprevenido mostrándole un escenario demasiado amplio o martillándole el cerebro con palabras que, sin entenderlas lo aturden. Sin embargo, cuida siempre que su poesía sea fiel trasunto de una emoción sentida y pacientemente elaborada al convertirse en poema. Con pocas esperanzas en la inspiración divina que algunos se obstinan en ver en los poetas, Borges no cree en la espontaneidad, cosa muy elogiable que le hace perfeccionar su obra constantemente, convencido en su intimidad de lo insaciable de la perfección absoluta.

Sin embargo, las críticas estuvieron polarizadas y hacia 1924, Ramón Gómez de la Serna escribe: 

El Fervor de Buenos Aires se titula este libro admirable de Borges […] Todo este libro, escrito cuando el descendiente y asumidor de todo lo clásico ha bogado por los mares nuevos, vuelve a ser normativo, con una dignidad y un aplomo que me han hecho quitarme el sombrero ante Borges con este saludo hasta los pies.

Enrique Díez Canedo hacia 1924 comenta que: «Los versos de Jorge Luis Borges se distinguirían entre los de todos sus compañeros por la seguridad rítmica, por la riqueza verbal, por el desdén del nuevo lugar común.» Pereda Valdés en 1926 apunta que: «Borges es en la actualidad el primer poeta de Buenos Aires». Posteriormente en 1961 Gloria Videla y José Emilio Pacheco afirman la influencia expresionista alemana, desde la estancia de Borges en Suiza.
Enrique Anderson Imbert en 1966 se refiere así de la trilogía Fervor de Buenos Aires, Luna de enfrente y Cuadernos de San Martín:

Como todo lírico Borges se cantaba a sí mismo. Y eligió el género tradicional para el lirismo, que es el verso. Pero pronto se vio que Borges al cantarse a sí mismo, no se quedaba en los viejos temas: amor, muerte, dolor, soledad, naturaleza, felicidad, el pasado de su país, la realidad de su ciudad, sino que incluía en su temario preocupaciones más propias de la metafísica: el tiempo, el sentido del Universo, la personalidad del hombre. Es decir, que se vio que Borges, al cantarse a sí mismo, se cantaba también en el instante mismo en que estaba pensando. Lirismo de intelectual, pues.

Por su parte, Borges afirma:

Mi suerte es lo que suele denominarse poesía intelectual. La palabra es casi un oxímoron; el intelecto (la vigilia) piensa por medio de abstracciones, la poesía (el sueño), por medio de imágenes, de mitos, de fábulas. La poesía intelectual debe entretejer gratamente esos dos procesos.